# Update (SQL)
Update — оператор мови SQL, що дозволяє оновити значення в заданих стовпцях таблиці.

## Синтаксис
```
update
 
[
top
(
x
)]
 
<
об
''
єкт
>

set
 
<
присвоєння
1
 
[,
 
присвоєння
2
,
 
...]
>

[
where
 
<
умова
>
]

[
option
 
<
хінт
1
 
[,
 
хінт
2
,
 
...]
>
]

```

- top (x) — команда виконається тільки х разів
- <об'єкт> — об'єкт, над яким виконується дія (таблиця або подання (views))
- <присвоювання> — присвоєння, яке буде виконуватися при кожному виконанні умови <умова>, або для кожного запису, якщо відсутній розділ where
- <умова> — умова виконання команди
- <хінт> — інструкція програмі як виконати запит

## Приклади
```
update
 
top
(
10
)
 
tbl_books
 

set
 
price
 
=
 
0
 

where
 
quantity
 
=
 
0
 
option
 
(
force
 
group
,
 
hash
 
join
,
 
force
 
order
)

update
 
persons
 

set
 
street
 
=
 
'Nissestien 67'
,
 
city
 
=
 
'Sandnes'
 

where
 
lastname
 
=
 
'Tjessem'
 
and
 
firstname
 
=
 
'Jakob'

UPDATE
 
emp
 
a
 

SET
 
deptno
 
=
 
(
SELECT
 
deptno
 
FROM
 
dept
 
WHERE
 
loc
 
=
 
‘
BOSTON
’
),
 
(
sal
,
 
comm
)
 
=
 
(
SELECT
 
1
.
1
*
AVG
(
sal
),
 
1
.
5
*
AVG
(
comm
)
 
FROM
 
emp
 
b
 
WHERE
 
a
.
deptno
 
=
 
b
.
deptno
)
 

WHERE
 
deptno
 
IN
 
(
SELECT
 
deptno
 
FROM
 
dept
 
WHERE
 
loc
 
=
 
‘
DALLAS
’
 
OR
 
loc
 
=
 
‘
DETROIT
’
);

```

«UPDATE emp a …» виконує наступні операції:
- Модифікує тільки тих службовців, хто працюють в Dallas або Detroit
- Встановлює значення стовпчика deptno для службовців з Бостона
- Встановлює платню кожного службовця в 1.1 разів більше середнього платні всього відділу
- Встановлює комісійні кожного службовця в 1.5 рази більше середніх комісійних всього відділу